# Brick and mortar
Dans le contexte de l'Internet et du commerce électronique, l'expression brick and mortar, ou brique(s) et mortier en français, sert à désigner une entreprise de vente traditionnelle ayant pignon sur rue, c'est-à-dire des points de vente « physiques » dans des immeubles « en dur ». Le concept est associé à l'idée d'une certaine permanence de l'entreprise liée aux immeubles qu'elle occupe.
Cette présence physique s'oppose notamment à des méthodes de vente basée uniquement sur l'Internet (pure player) ou à d'autres mécanismes en ligne comme la vente de sonneries de téléphone.

## Bricks and clicks
Une entreprise de type brick and mortar qui se met à proposer des produits sur Internet est désignée par l'expression bricks and clicks (« des briques et des clics »). On peut aussi les spécifier comme de type click and mortar.  